# Seventeen (magazyn)
Seventeen (jap. セブンティーン Sebuntīn; skrót: ST) – japoński magazyn o modzie dla nastoletnich dziewcząt wydawany przez Shūeisha. W 2021 roku magazyn przestał być wydawany jako miesięcznik, a od 2022 roku przeszedł na nową strukturę cyfrową, publikując wydanie drukowane trzy do czterech razy w roku. Magazyn skierowany jest do gimnazjalistek i licealistek, można w nim znaleźć informacje na temat mody, makijażu, diety i miłości, a jako ekskluzywne modelki nazywane ST-Mo (STモ - Seventeen Model) występowały w nim m.in. Keiko Kitagawa, Kaela Kimura, Emi Suzuki, Nana Eikura, Mirei Kiritani, Tsubasa Honda, Kiko Mizuhara, Emi Takei i Hinano Yoshikawa.

## Historia
Seventeen został po raz pierwszy opublikowany w 1968 roku jako Weekly Seventeen, będąc japońska wersją magazynu Seventeen, który po raz pierwszy został opublikowany w USA w 1944 roku i stał się siostrzanym magazynem tygodnika dla dziewcząt „Margaret”. W 1988 roku magazyn został wznowiony jako dwutygodnik SEVENTEEN, a w 2008 roku z okazji 40. rocznicy wydania pierwszego numeru magazynu został przemianowany na Seventeen i stał się miesięcznikiem.
Od końca lat 90., Seventeen jest najlepiej sprzedającym się magazynem modowym dla nastolatek w Japonii.
W 2012 roku średni nakład magazynu wynosił 350 000 egzemplarzy.
30 czerwca 2016 roku wydawnictwo Shūeisha uruchomiło aplikację mobilną „ST channel” na smartfony. „ST channel” jest bezpłatną aplikacją do rozpowszechniania informacji o trendach dla nastolatek, koncentruje się na dystrybucji wiadomości, dystrybucji wideo, przeglądaniu modowych koordynacji i społeczności użytkowników, dostarczonych przez Seventeen.
Magazyn przestał być wydawany jako miesięcznik wraz z październikowym wydaniem, które trafiło do sprzedaży 1 września 2021 roku, a od marca 2022 roku Seventeen przeszedł na nową strukturę cyfrową, jednak wciąż publikuje od trzech do czterech numerów rocznie w formie magazynu papierowego.